# NForce

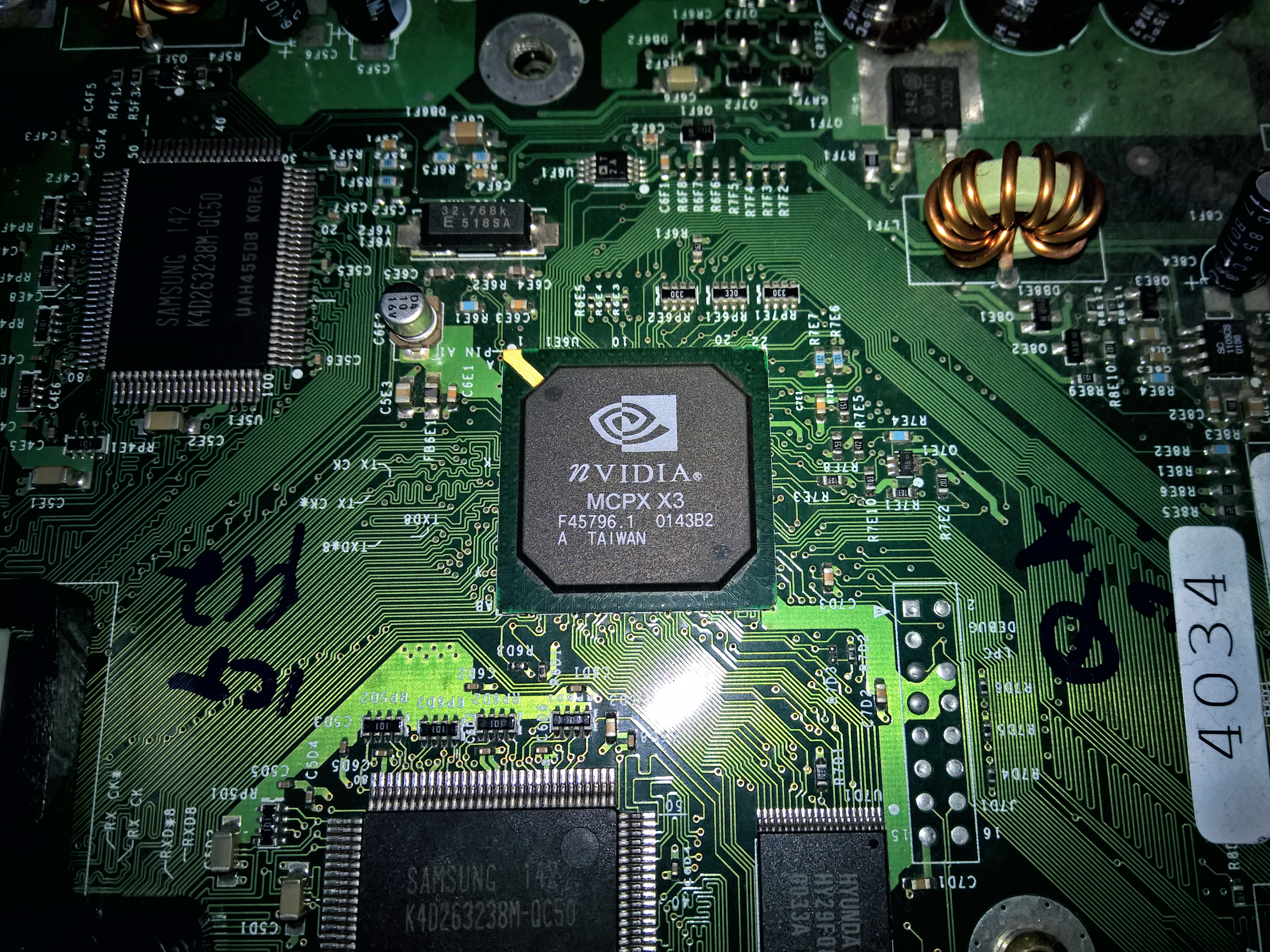
Nvidia nForce MCPX X3 Southbridge de la Xbox v1.0.

Les nForce sont des chipsets pour carte mère conçus par nVidia.

## Les différents chipsets de la famille

### nForce (1)
Sorti fin 2001, il existe en trois modèles différents : le nForce 220, le nForce 415 et le nForce 420. Il est compatible avec les processeurs AMD Athlon. Il est composé de deux parties : l'IGP (northbridge) et le MCP (southbridge), qui sont reliées par un bus HyperTransport qui offre une bande passante de 800 Mo/s.

### nForce2
Sorti fin 2002, ce chipset existe sous quatre formes, qui combine deux puces différentes :
- nForce2-GT : nForce2 IGP + nForce2 MCP-T
- nForce2-G : nForce2 IGP + nForce2 MCP
- nForce2-ST : nForce2 SPP + nForce2 MCP-T
- nForce2-S : nForce2 SPP + nForce2 MCP

L'IGP et le SPP sont des northbridges, et le MCP et MCP-T sont des southbridges.
Ce chipset est compatible avec les processeurs AMD Athlon XP.

### nForce3
Sorti fin 2003, ce chipset existe en deux modèles : nForce3 150 et nForce3 250. Il est compatible avec les processeurs Athlon 64 d'AMD.
C'est le premier chipset d'nVidia à rassembler toutes les fonctions sur une seule puce, sortant ainsi du modèle habituel northbridge + southbridge. Les communications entre les différentes fonctions se font donc plus rapidement. La nForce3 250 comporte une nouvelle fonction : PCI-Lock,, qui permet d'éviter qu'un surcadencement anarchique compromette les communications de la carte mère avec les circuits mémoire.

### nForce4
Sorti fin 2004, ce chipset est une évolution du nForce3. Il apporte trois nouveautés par rapport à ce dernier : le PCI Express, le Serial ATA 3 Gb/s, et le Security Network Engine. Il existe en 3 modèles : nForce4, nForce4 Ultra, et nForce4 SLI.

### nForce 500
Détail des différentes versions :
- La version 590 SLI offre les technologies : LinkBoost, SLI Certified Components, SLI, FirstPacket, DualNet, MediaShield Storage, Gigabit Ethernet natif, Compatibilité nTune, PCI-Express, HD audio, USB 2.0.
- La version 570 SLI ne prend pas en charge LinkBoost et SLi Certified Components.
- La version 570 Ultra ne prend pas en charge LinkBoost, SLi Certified Components et SLI.
- La version 550 ne prend pas en charge LinkBoost, SLi Certified Components, SLI, First Packet et DualNet

### nForce 600
Détail des différentes versions :
|                                  | nForce 650i Ultra | nForce 650i SLI  | nForce 680i SLI         | nForce 680i LT SLI  |
| -------------------------------- | ----------------- | ---------------- | ----------------------- | ------------------- |
| Bus système (FSB)                | 1066 (4×266 MHz)  | 1066 (4×266 MHz) | 1333 (4×333 MHz)        | 1333 (4×333 MHz)    |
| DDR2                             | DDR2-800          | DDR2-800         | DDR2-1200               | DDR2-800            |
| Prise en charge SLI              | Non               | SLI              | SLI                     | SLI                 |
| Contrôleurs Gigabit              | 1                 | 1                | 2                       | 1                   |
| Ports Serial-ATA 3.0 Gb/s        | 4                 | 4                | 6                       | 6                   |
| Nombre de ports USB 2.0          | 8                 | 8                | 10                      | 8                   |
| Périphériques IDE pris en charge | 4                 | 4                | 2                       | 2                   |
| Refroidissement                  | ?                 | ?                | Passif (type heat-pipe) | Actif (ventilateur) |

### nForce 700
Détail des différentes versions :
|                                  | nForce 750a SLI | nForce 750i SLI | nForce 780a SLI | nForce 780i SLI    | nForce 790i SLI | nForce 790i Ultra SLI |
| -------------------------------- | --------------- | --------------- | --------------- | ------------------ | --------------- | --------------------- |
| Bus système (FSB)                | 1333            | 1333            | 1600            | 1600               | 1600            | 1600                  |
| DDR2/DDR3                        | DDR2-1066       | DDR2-1066       | DDR2-1066       | DDR2-1066          | DDR3-1333       | DDR3-2000             |
| Prise en charge SLI              | SLI             | SLI             | 3-way SLI       | 3-way SLI/Quad-SLI | 3-way SLI       | 3-way SLI             |
| Contrôleurs Gigabit              | nc              | nc              | nc              | nc                 | nc              | nc                    |
| Ports Serial-ATA 3.0 Gb/s        | 6               | 6               | 6               | 6                  | 6               | 6                     |
| Nombre de ports USB 2.0          | nc              | nc              | nc              | nc                 | nc              | nc                    |
| Périphériques IDE pris en charge | nc              | nc              | nc              | nc                 | nc              | nc                    |
| Refroidissement                  | nc              | nc              | nc              | nc                 | nc              | nc                    |